# 桑纳扎罗-德布尔贡迪
桑纳扎罗-德布尔贡迪（義大利語：Sannazzaro de' Burgondi），是意大利帕维亚省的一个市镇。总面积23平方公里，人口5930人，人口密度257.8人/平方公里（2009年）。国家统计（ISTAT）代码为018138。

## 友好城市
- 匈牙利薩茲豪隆包陶